# Serviços de Transportes Urbanos de Viseu
STUV (Serviço de Transportes Urbanos de Viseu) foi uma empresa de transportes públicos que operava na zona da cidade de Viseu, em Portugal. A STUV conta com 24 linhas que se distribuíam pelo concelho e tinham como ponto comum o Rossio que servia de interface. Outro importante interface era a Central de Camionagem que permitia acessos ao resto do País. A STUV era a terceira empresa de transportes públicos de Portugal a ter os seus horários e trajetos integrados na plataforma Google Maps. Será extinta a 2 de abril de 2019 dando lugar ao sistema de Mobilidade Urbana de Viseu (MUV).

## Linhas
- 1 - Rossio - Rio de Loba - Rossio
- 2 - Av. 25 de Abril - Paradinha - Av. 25 de Abril
- 3 - Rossio - V. Nova do Campo - Rossio
- 4 - Av. Alberto Sampaio - Póvoa de Medronhosa - Av. Alberto Sampaio
- 5 - Rossio - Travassós - Rossio
- 6 - Rossio - Orgens/Sto. Estevão - Rossio
- 7 - Rossio - Moure Madalena - Rossio
- 8 - Rossio - Moure Carvalhal - Rossio
- 9 - Rossio - Mundão/Cavernães - Rossio
- 10 - Rossio - Ranhados - Rossio
- 11 - Rossio - Fragosela - Rossio
- 12 - Central de Camionagem - V. Chã de Sá - Central de Camionagem
- 13 - Central de Camionagem - Coimbrões - Central de Camionagem
- 14 - Central de Camionagem - Oliv. Barreiros - Central de Camionagem
- 15 - Central de Camionagem - V. Chã de Sá (via Repeses) - Central de Camionagem
- 16 - Central de Camionagem - Figueiró - Central de Camionagem
- 17 - Rossio - Queirela - Rossio
- 18 - Rossio - Lustosa/Piaget - Rossio
- 19 - Central de Camionagem - Farminhão - Central de Camionagem
- 20 - Rossio - B. Norad - Rossio
- 21 - Rossio - Oliv. Cima - Rossio
- 22 - Aguieira - Fail (via Hospital) - Aguieira
- 23 - Central de Camionagem - Boaldeia - Central de Camionagem
- 24 - Rossio - Ribafeita - Rossio

## Links
- http://stuv.weebly.com/
- http://www.portalviseu.com/modules.php?name=Sections&op=viewarticle&artid=20